# West Glamorgan
West Glamorgan (walisisch Gorllewin Morgannwg) ist ein Preserved County und eine ehemalige Verwaltungsgrafschaft von Wales. Ein Preserved County in Wales umfasst den Zuständigkeitsbereich der zeremoniellen Ämter Lord Lieutenant und High Sheriff.

## Verwaltungsgeschichte
1974 wurde aus Teilen der Grafschaft Glamorgan und dem County Borough Swansea die neue Verwaltungsgrafschaft West Glamorgan gebildet und in vier Districts eingeteilt. Der Verwaltungssitz von West Glamorgan war in Swansea. Seit der Verwaltungsreform von 1996 ist West Glamorgan keine Verwaltungsgrafschaft mehr, sondern ein Preserved County. Auf seinem Gebiet liegen heute die beiden Principal Areas Neath Port Talbot County Borough und City and County of Swansea.